# Linia sukcesji tronu Liechtensteinu
Tron dziedziczony jest w rodzie Liechtensteinów przez męskich potomków według starszeństwa z legalnego małżeństwa. Gdy nie ma męskiego następcy to korona przechodzi w ręce najstarszej córki monarchy, która przekazuje ją najstarszemu synowi. Małżeństwo zawarte bez zgody panującego pozbawia praw do tronu. Obecnie panującym jest Jan Adam II Liechtenstein.

## Linia sukcesji
1. Alojzy Liechtenstein (najstarszy syn Jana Adama II)
2. Józef Wacław Liechtenstein (najstarszy syn księcia Alojzego)
3. Książę Georg Antonius Liechtenstein (drugi syn księcia Alojzego)
4. Książę Nikolaus Sebastian Liechtenstein (trzeci syn księcia Alojzego)
5. Książę Maksymilian Liechtenstein (drugi syn Jana Adam II)
6. Książę Alfons Liechtenstein (syn Maksymiliana)
7. Książę Moritz Liechtenstein (syn księcia Konstantyna)
8. Książę Benedykt Liechtenstein (drugi syn księcia Konstantyna)
9. Książę Filip Liechtenstein (brat księcia Jana Adama II)
10. Książę Aleksander Liechtenstein (syn księcia Filipa)
11. Książę Wacław Liechtenstein (drugi syn księcia Filipa)
12. Książę Rudolf Liechtenstein (trzeci syn Filipa)
13. Książę Karol Ludwik (syn księcia Rudolfa)
14. Książę Mikołaj Liechtenstein (trzeci brat Jana Adama II)
15. Książę Józef Emanuel Liechtenstein (syn księcia Mikołaja)
16. Książę Leopold (syn księcia Józefa Emanuela)
17. Książę Andreas Liechtenstein (kuzyn I stopnia Księcia Jana Adama II)
18. Książę Grzegorz Liechtenstein (kuzyn I stopnia Księcia Jana Adama II)
19. Książę Krzysztof Liechtenstein (kuzyn I stopnia Księcia Jana Adama II)
20. Książę Hubertus Liechtenstein (kuzyn I stopnia Księcia Jana Adama II)